# Városháza (Szolnok)

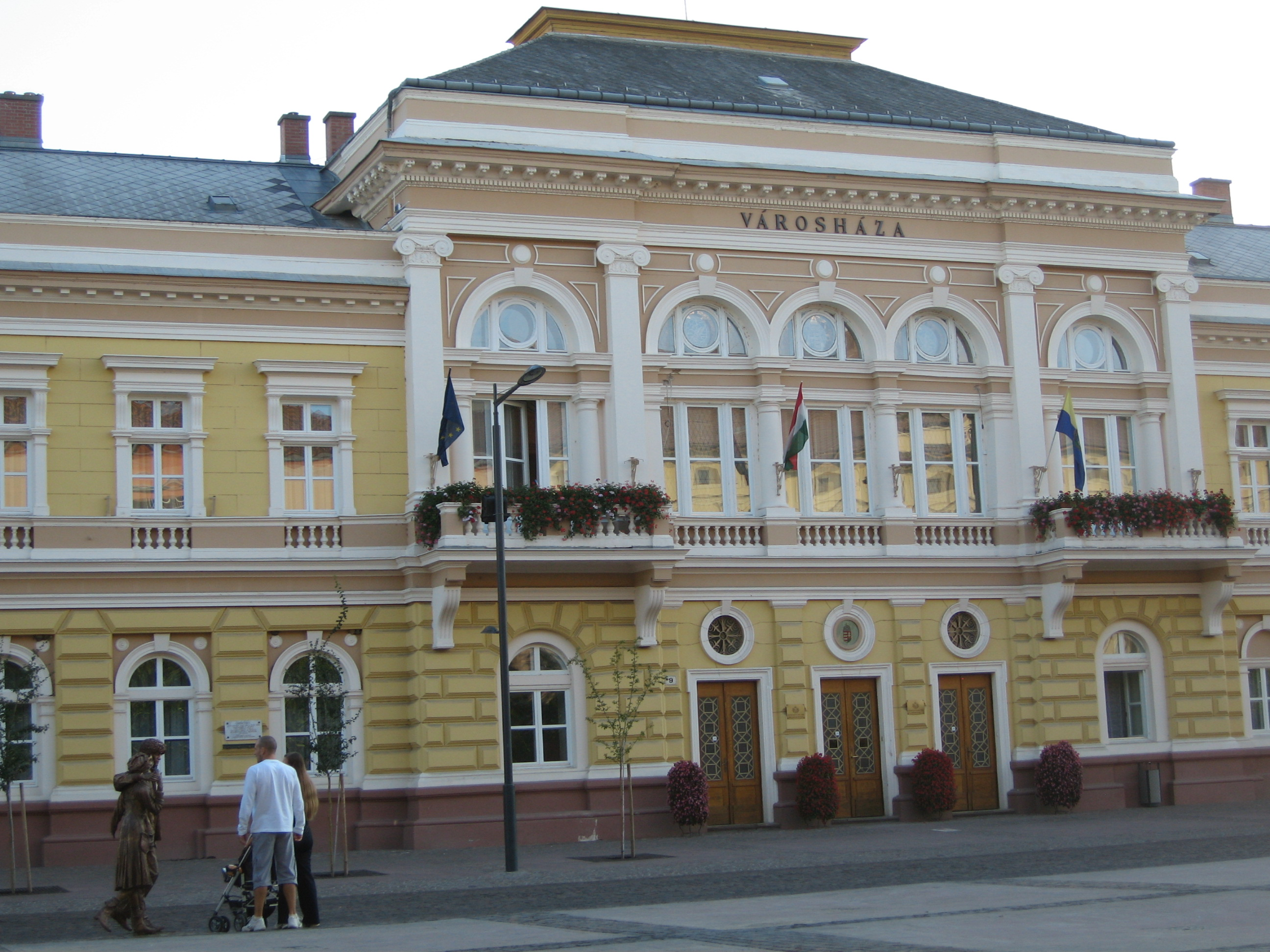
A szolnoki városháza

A szolnoki városháza a Kossuth tér 9. alatt található.

## Története
Szolnok főterén már 1881-ben állt egy földszintes épület, amely mai formáját 1884-ben nyerte el. Az épület eklektikus stílusban épült, és a 19. század vége óta ad otthont a városházának. Falán emléktábla van, Kossuth Lajos látogatásának emlékére, aki a városháza erkélyéről mondta toborzóbeszédét 1848. szeptember 27-én. A városháza földszinti részén még a múlt század elején is üzlethelyiségek voltak. Az előtte lévő tér adott helyett a piacnak.
Az épület tervezője Makay Endre volt.

## Külső hivatkozások
- Szolnok város önkormányzatának honlapja Archiválva 2013. április 11-i dátummal a Wayback Machine-ben